# Czerwony Bór (las)

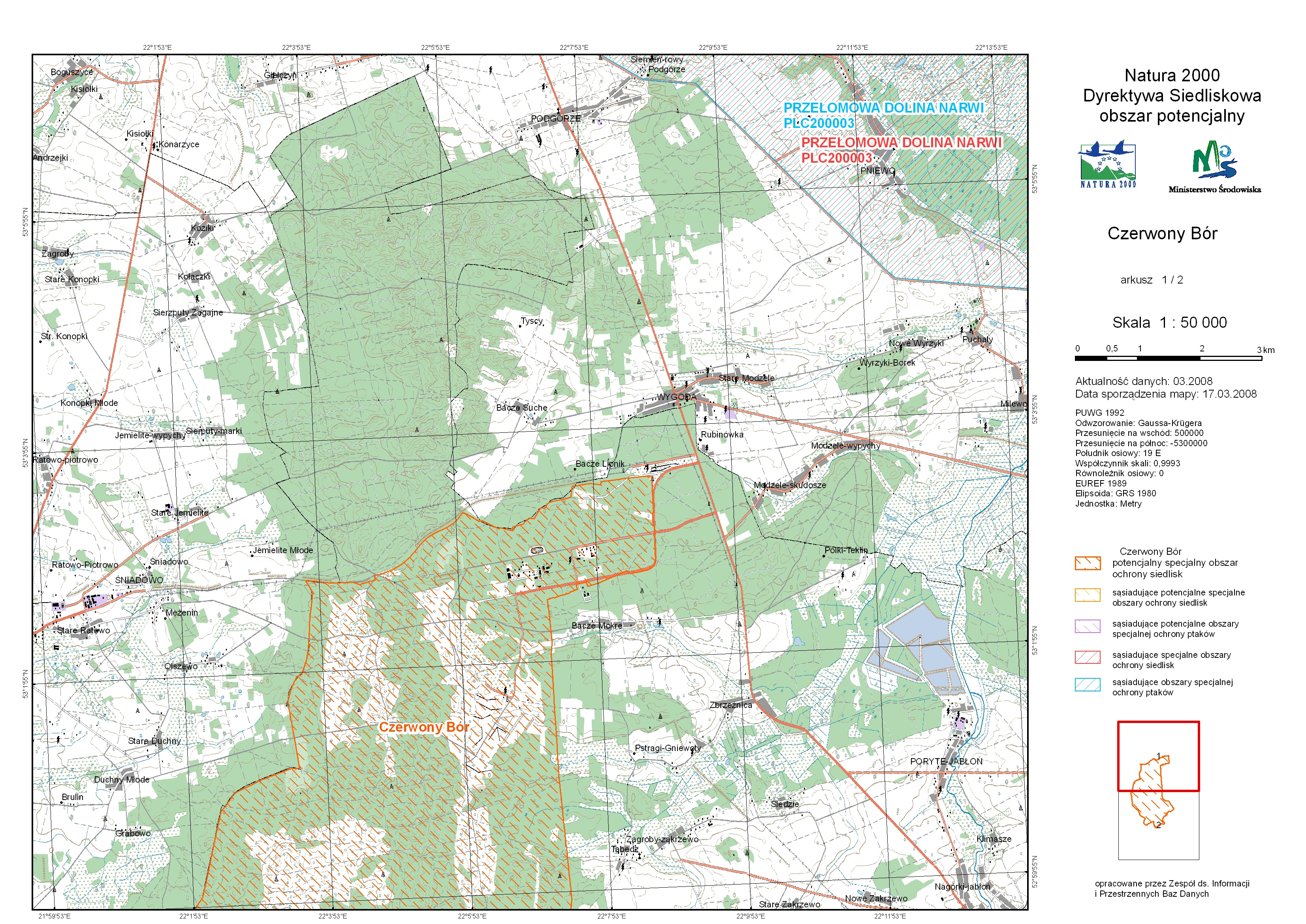

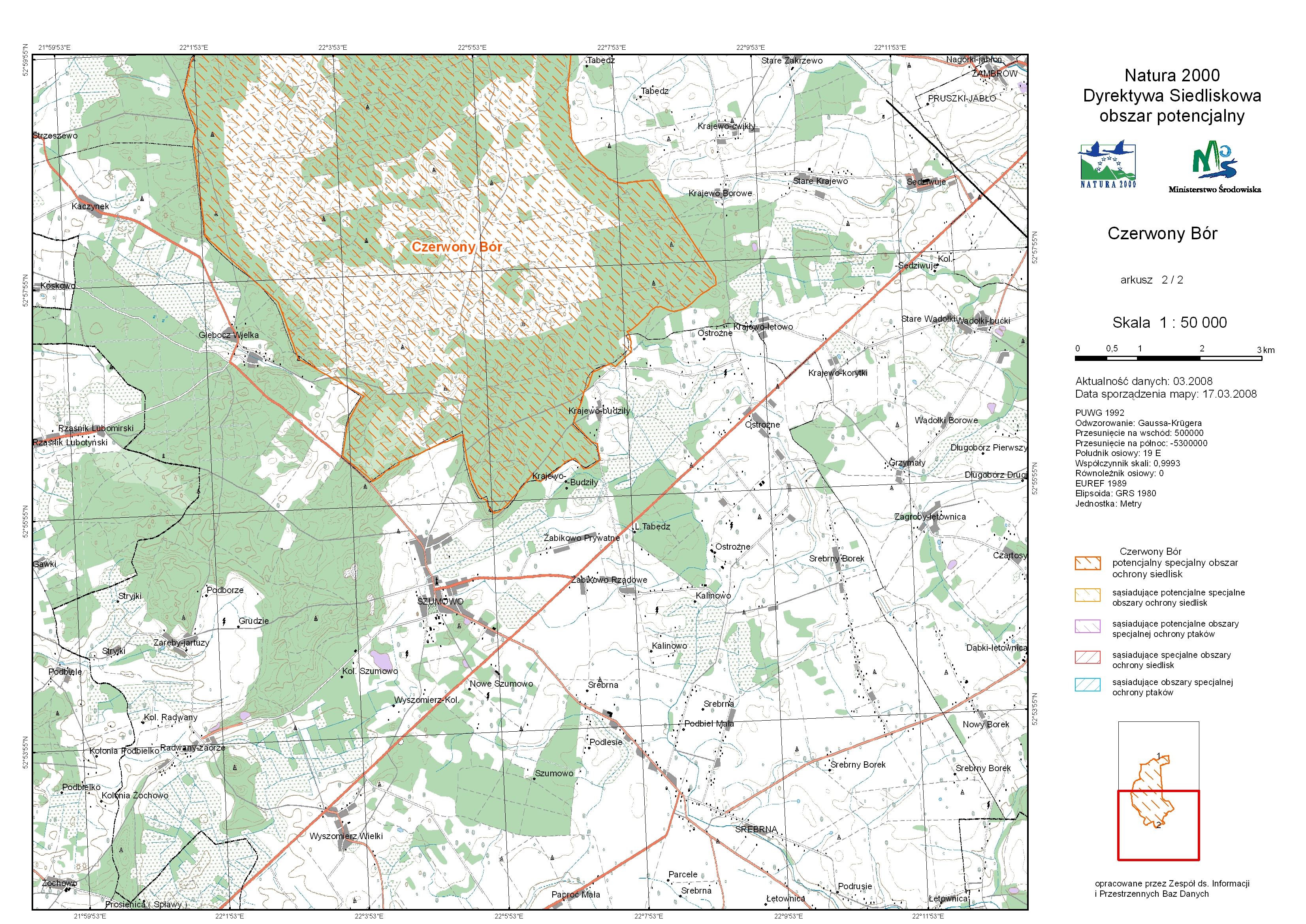
Mapa Czerwonego Boru i okolic

Czerwony Bór – kompleks leśny w Polsce położony w województwie podlaskim, we wschodniej części Niziny Północnomazowieckiej, w trójkącie pomiędzy Śniadowem, Wygodą a Szumowem. Rozciąga się południkowo, pasem o szerokości 1–10 km i długości około 60 km, zajmując powierzchnię ponad 10 tys. hektarów. Przeważa bór świeży, na mniejszej części także bór suchy. Kompleksem administruje nadleśnictwo Łomża. Od północy do Czerwonego Boru przylega linia kolejowa nr 36, przy której do roku 2000 działała stacja kolejowa. Dalej na północ znajduje się Las Giełczyński. W latach 1940~1943 i 1958–1998 przez las przebiegała także linia kolejowa nr 50 do Zambrowa. W roku 2023 w Czerwonym Borze ulokowano 1. batalion czołgów 1 Dywizji Piechoty Legionów. Obok jednostki wojskowej funkcjonuje zakład karny. Tereny Czerwonego Boru są wykorzystywane łowiecko oraz do celów rekreacyjnych, na przykład organizuje się zawody w paintballu.

## Historia
Dokumenty z lat 1503 i 1505 wymieniają znajdującą się w tej okolicy Czerwoną Puszczę, której nazwa pochodzić ma od modrzewi o czerwonawej korze lub rudawej ziemi. Nadano ją dla odróżnienia od sosnowej Puszczy Zielonej. Czerwona Puszcza łączyła się z Puszczą Giełczyńską oraz Łomżyńską (po której w XIX wieku ostał się jedynie nieistniejący już lasek Kwaśnina) i otaczała Zambrów od południa, wschodu i zachodu. Lustracja starostwa łomżyńskiego z roku 1564 wymienia w tym miejscu las o różnorodnym drzewostanie. W wyniku wyrębu po Czerwonej Puszczy zostały mniejsze obręby leśne, a jednym z nich jest właśnie Czerwony Bór. Łomżyńscy mieszczanie mieli w nim prawo wolnego wyrębu drzewa. Z lustracji z roku 1787 wynika, że Czerwony Bór niemal zupełnie już nie istniał. W roku 1795 przetrzebiony las włączony został do zaboru pruskiego i przejęty przez skarb państwa, przez co mieszczanie stracili prawo wyrębu. Włączono go do folwarku Wola Zambrowska, którego naddzierżawca za opłatą pozwalał okolicznej drobnej szlachcie paść bydło i siać. Prusacy dokończyli dzieła, prowadząc masową wycinkę na potrzeby własne, wskutek czego na początku XIX wieku Czerwony Bór stał się piaszczystym pustkowiem pokrytym ruchomymi wzgórzami, które porastała czasem karłowata sosna, trawa lub kępki osiny . Rząd pruski uznał tutejszy grunt za niezdatny do upraw i przeznaczył go na lasy nadzwyczajne. Plan zakładał posadzenie młodych sosen o korzeniach obmoczonych gnojówką w oddalonych od siebie o 2 stopy kwadratach, co kosztować miało 6000 talarów. Projekt nie wszedł w życie, a w 1807 roku Prusy straciły panowanie nad tym obszarem. Wydmy o powierzchni ok. 5074 ha, z których piasek rozwiewał wiatr, zagrażały sąsiednim polom, w związku z czym rozpoczęto prace mające na cele przywrócenie lasu.
W 1822 roku nadleśny Nowicki złożył wniosek o posadzenie lasu w Czerwonym Borze. Dyrektor lasów Plater nakazał leśniczemu Brinkenowi opracowanie projektu, który Komisja Rządowa Przychodów i Skarbu odrzuciła przez kosztowność i możliwość sporu z naddzierżawcą Woli Zambrowskiej. W 1845 roku ta sama komisja zleciła leśniczemu Soleckiemu wypracowanie nowego projektu. Ten zakładał zalesienie 2096 ha i podzielenie pozostałych 5332 na 315 kolonii na dzierżawę lub sprzedaż. Wtedy też nadleśny Reschiff dokonał rewizji Czerwonego Boru, podczas której zanotował torfiaste błota koło Grabowa, Strzeszewa i Kaczynka. W 1847 roku Felisk Gumiński, dyrektor Wydziału Dóbr i Lasów, nakazał wprowadzić plan Soleckiego w życie. Pierwszym krokiem było powstrzymanie rozrastania się wydm z użyciem gałęzi sosnowych i pasów ochronnych wykonanych z kołków wierzbowych. Zasiewem lasu zajął się wspomniany już nadleśny Reschiff. W 1854 prace były wciąż na wczesnym etapie. Aleksander Połujański pisał wtedy w Opisaniu lasów królestwa polskiego..., że Czerwony Bór jest najobszerniejszą wydmą w guberni augustowskiej. Kolonie nie powstały, gdyż brak łąk i wody oraz możliwe spory z drobną szlachtą roszczącą sobie prawa do części Czerwonego Boru skutecznie odstraszyły potencjalnych nabywców, toteż Komisja Rządowa Przychodów i Skarbu oddała w 1857 roku całość obszaru pod las, włączając go do niedawno utworzonego leśnictwa Zambrów. W 1859 roku Reschiffa zastąpił nadleśny Hollak, który dalej siał las razem z profesorem Jastrzębowskim. W tym samym roku Czerwony Bór odwiedzili rosyjscy leśnicy-uczeni Szełgunow i Hund, by zobaczyć efekt trudu włożonego w przemienienie piaskowych gór w las. W 1870 roku, z powodu licznych szkód, zakazano puszczania bydła na nieobsianych jeszcze częściach Czerwonego Boru. W roku 1880 las zaczynał się ok. 13 km na południe od Łomży i zajmował ok. 7430 ha. Porośnięty był głównie sosną, miejscami brzozą. Z racji ruchomych wydm jego granice nie były w pełni ustalone. Odnotowane przez Reschiffa torfowiska były już przysypane piachem. Młody las zamieszkiwały zające, cietrzewie, jarząbki, wilki i sarny.
W 1896 na skraju lasu wybudowano stację kolejową. W latach 1923–1926 monokultury sosny nawiedziła strzygonia choinówka, pustosząc drzewostan. Przystąpiono do wyrębu, po którym obszar ten przejęło wojsko, tworząc poligon wojskowy.
W 1940 roku w lesie wybudowano linię kolejową łączącą Czerwony Bór z Zambrowem. Została ona zniszczona w wyniku II wojny światowej. W 1958 roku zakończono jej odbudowę na potrzeby Zambrowskich Zakładów Bawełnianych. Po transformacji ustrojowej zakłady zostały zlikwidowane, a linię kolejową w 1998 roku rozebrano.
23 czerwca 1944 w Czerwonym Borze miała miejsce bitwa żołnierzy AK, NSZ i NOW z Niemcami, w której poległo ok. 90 partyzantów.
Podczas stanu wojennego był tu wojskowy obóz internowania. W trzech kompaniach zgromadzono w nim około 500 osób.
Do 1992 roku znajdował się tu Ośrodek Szkolenia Poligonowego, do 1989 – 2. batalion saperów, od 1989 – 2. batalion inżynieryjny WOWewn, od 1990 – 2. batalion zabezpieczenia. Od 1992 – 2 Pułk Zabezpieczenia (JW 3466) w składzie Nadwiślańskich Jednostek Wojskowych.2 Pułk Zabezpieczenia został zlikwidowany z dniem 30 czerwca 2001 roku .

## Legenda
Według legendy w puszczy ukrywał się rozbójnik Pyszny Janek wraz ze swoją bandą. Po licznych napaściach na okolicznych mieszkańców władze zdecydowały się wyciąć las i zabić bandytów. Krew Pysznego Janka i jego pobratymców jeszcze długo pozostawała na śniegu, przez co obszar zaczęto nazywać Czerwonym Borem. Miejsce zaś, w którym poległ rozbójnik, do dziś nosi imię Pysznego Janka .
Antoni Jan Hollak twierdził, że legendę wymyślono, by zrzucić z ludzi winę „obrzydliwego nierządu i niedbałości o przyszłe czasy”, w wyniku których las przestał istnieć, ponieważ jedynie sprawa życia i śmierci mogłaby usprawiedliwić tak nieumiejętne gospodarowanie.
Podanie pojawia się w zbiorze opowiadań Janusza Kuleszy pt. Zapach mojego domu oraz Legendach zebranych przez Walentynę Niewińską.

## Miejscowości
W obrębie puszczy lub w jej bezpośrednim sąsiedztwie znajdują się następujące miejscowości:
- Bacze-Lipnik
- Bacze Mokre
- Bacze Suche
- Czerwony Bór
- Duchny Młode
- Głębocz Wielki
- Grabowo
- Kaczynek
- Krajewo Borowe
- Krajewo-Budziły
- Krajewo-Ćwikły
- Krajewo-Łętowo
- Mężenin
- Modzele-Skudosze
- Olszewo
- Pstrągi-Gniewoty
- Rubinówka
- Stare Duchny
- Stare Jemielite
- Stare Krajewo
- Stare Ratowo
- Strzeszewo
- Szumowo
- Śniadowo
- Tabędz
- Wygoda
- Zagroby-Zakrzewo
- Żabikowo Prywatne